# Syrphophagus gracilis
Syrphophagus gracilis är en stekelart som beskrevs av Hoffer 1965. Syrphophagus gracilis ingår i släktet Syrphophagus och familjen sköldlussteklar. Inga underarter finns listade i Catalogue of Life.